# Grays Prairie
Grays Prairie – wieś w Stanach Zjednoczonych, w stanie Teksas, w hrabstwie Kaufman.